# نوردستار

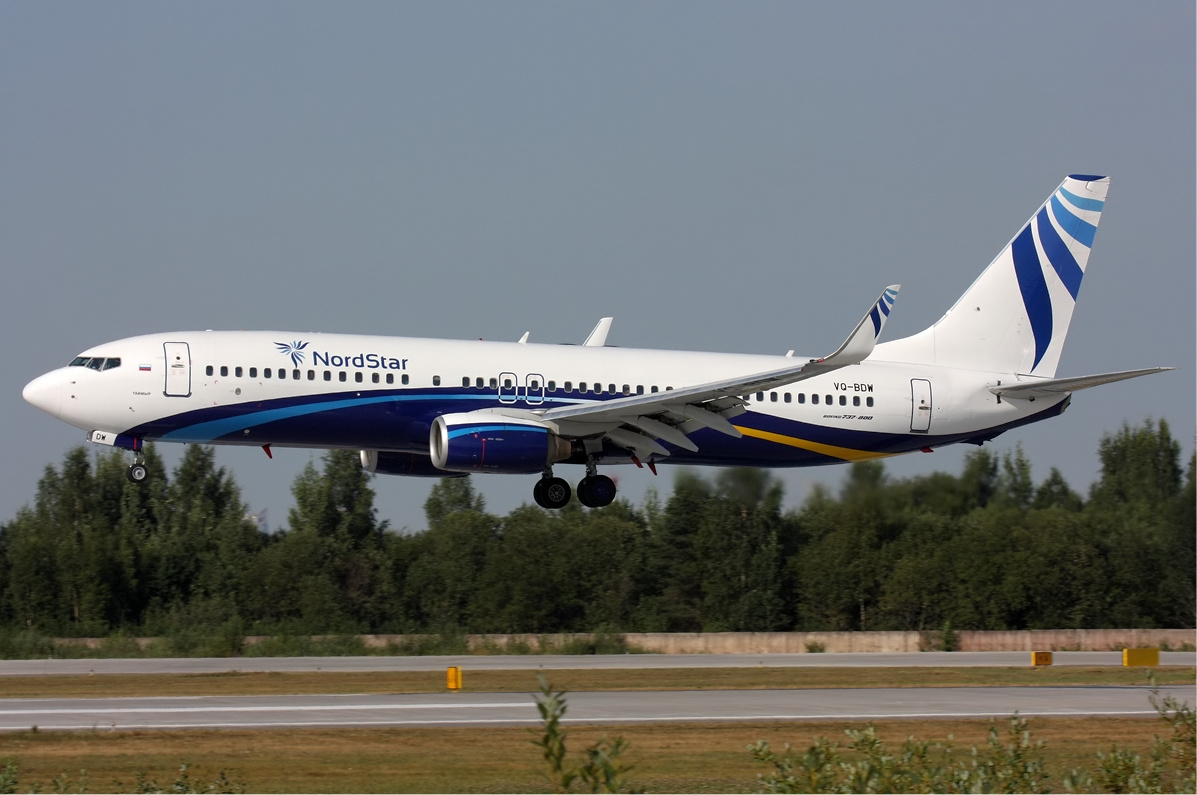
بوينغ 737-800 تابعه لنوردستار تهبد في سان بطرسبرج

شركة تايمير المساهمة (بالروسية: ОАО «Авиакомпания «Таймыр») وهي تشتغل تحت الاسم التجاري نوردستار، وهي شركة طيران مقرها الرئيسي مطار أليكيل.

## الأسطول

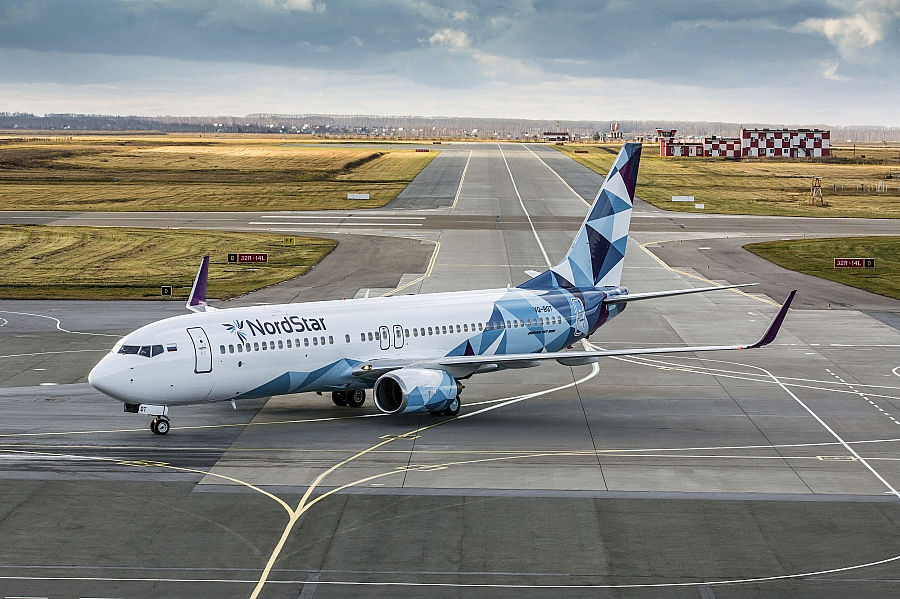
NordStar Boeing 737-800 wearing a new livery

اعتبارًا من مايو 2022، تشغل نورد ستار الطائرات التالية:
| الطائرة                | في الخدمة | مطلوبة | الركاب       | الركاب   | الركاب  | ملاحظات |
| الطائرة                | في الخدمة | مطلوبة | رجال الأعمال | السياحية | المجموع | ملاحظات |
| ---------------------- | --------- | ------ | ------------ | -------- | ------- | ------- |
| بوينغ 737 كلاسيك       | 1         | —      | 0            | 148      | 148     |         |
| بوينغ 737 الجيل القادم | 9         | —      | 10           | 162      | 172     |         |
| بوينغ 737 الجيل القادم | 9         | —      | 6            | 174      | 180     |         |